# Johan Kristoffersson
Johan David Kristoffersson (Arvika, 1988. december 6. –) svéd autóversenyző, hatszoros ralikrossz-világbajnok (2017, 2018, 2020, 2021, 2022, 2023), valamint az Extreme E bajnokság kétszeres győztese (2021, 2023).

## Pályafutása

### Túraautó
Karrierjét 2008-ban kezdte a svéd junior túraautó-bajnokságban. 69 ponttal a negyedik helyen zárt. 2009-től már a svéd túraautó-bajnokság mezőnyét erősítette. Egy évvel később megszerezte első pontjait. A Skandináv túraautó-bajnokság 2011-es szezonjában több alkalommal is dobogós helyen végzett, az év végén a 10. pozíciót szerezte meg.

### Extreme E
2021-től az Extreme E mezőnyét erősíti a Rosberg X Racing csapatával.

## Eredményei

### Karrier összefoglaló
| Szezon | Bajnokság                    | Csapat                         | Verseny | Győzelem | Pole | Leggyorsabb kör | Dobogós helyezés | Pont | Helyezés |
| ------ | ---------------------------- | ------------------------------ | ------- | -------- | ---- | --------------- | ---------------- | ---- | -------- |
| 2009   | Svéd túraautó-bajnokság      | Kristoffersson Motorsport      | 18      | 0        | 0    | 0               | 0                | 0    | 18.      |
| 2010   | Svéd túraautó-bajnokság      | Team Biogas.se                 | 6       | 0        | 0    | 0               | 0                | 3    | 15.      |
| 2011   | Skandináv túraautó-bajnokság | Biogas.se                      | 10      | 0        | 0    | 0               | 2                | 84   | 10.      |
| 2012   | Superstars Series            | Audi Sport KMS                 | 16      | 4        | 2    | 3               | 7                | 185  | 1.       |
| 2012   | Skandináv túraautó-bajnokság | Volkswagen Team Biogas         | 16      | 5        | 2    | 1               | 11               | 264  | 1.       |
| 2013   | Ralikrossz Európa-bajnokság  | Volkswagen Dealer Team KMS     | 1       | 0        |      |                 | 0                | 11   | 28.      |
| 2013   | Superstars Series            | Petri Corse                    | 2       | 0        | 0    | 0               | 0                | 0    | Hn       |
| 2014   | Ralikrossz Európa-bajnokság  | Volkswagen Dealer Team KMS     | 3       | 1        |      |                 | 2                | 30   | 8.       |
| 2014   | Ralikrossz-világbajnokság    | Volkswagen Dealer Team KMS     | 4       | 0        |      |                 | 0                | 33   | 15.      |
| 2015   | Ralikrossz-világbajnokság    | Volkswagen Team Sweden         | 13      | 1        |      |                 | 5                | 234  | 3.       |
| 2016   | Ralikrossz-világbajnokság    | Volkswagen RX Sweden           | 12      | 1        |      |                 | 3                | 240  | 2.       |
| 2016   | Skandináv túraautó-bajnokság | PWR Racing - SEAT Dealer Team  | 12      | 2        | 2    | 2               | 5                | 243  | 3.       |
| 2016   | Rali-világbajnokság          | Johan Kristoffersson           | 1       | 0        |      |                 | 0                | 0    | Hn       |
| 2017   | Ralikrossz-világbajnokság    | PSRX Volkswagen Sweden         | 12      | 7        |      |                 | 10               | 316  | 1.       |
| 2017   | Skandináv TCR-bajnokság      | Volkswagen Dealer Team Sweden  | 12      | 6        | 7    | 6               | 8                | 217  | 4.       |
| 2018   | Ralikrossz-világbajnokság    | PSRX Volkswagen Sweden         | 12      | 11       |      |                 | 11               | 341  | 1.       |
| 2018   | Skandináv TCR-bajnokság      | Kristoffersson Motorsport      | 12      | 3        | 1    | 3               | 7                | 195  | 1.       |
| 2018   | Rali-világbajnokság          | Johan Kristoffersson           | 1       | 0        |      |                 | 0                | 0    | Hn       |
| 2019   | Rali-világbajnokság-2        | Volkswagen Dealer Team Bauhaus | 2       | 0        |      |                 | 2                | 30   | 14th     |
| 2019   | Túraautó-világkupa           | SLR Volkswagen                 | 30      | 3        | 1    | 2               | 5                | 243  | 5.       |
| 2020   | Ralikrossz-világbajnokság    | Volkswagen Dealerteam BAUHAUS  | 8       | 4        |      |                 | 7                | 219  | 1.       |
| 2020   | Rali-világbajnokság-3        | Kristoffersson Motorsport      | 1       | 0        |      |                 | 1                | 15   | 13.      |
| 2021   | Extreme E                    | Rosberg X Racing               | 10      | 3        |      |                 | 8                | 133  | 1.       |
| 2021   | Ralikrossz-világbajnokság    | KYB EKS JC                     | 9       | 3        |      |                 | 5                | 217  | 1.       |
| 2021   | Rali-világbajnokság-3        | Kristoffersson Motorsport      | 1       | 0        |      |                 | 0                | 5    | 50.      |
| 2022   | Extreme E                    | Rosberg X Racing               | 5       | 2        |      |                 | 2                | 68   | 2.       |
| 2022   | Ralikrossz Európa-bajnokság  | Kristoffersson Motorsport      | 1       | 0        |      |                 | 0                | 12   | 16.      |
| 2022   | Ralikrossz-világbajnokság    | Kristoffersson Motorsport      | 10      | 8        |      |                 | 8                | 183  | 1.       |
| 2023   | Extreme E                    | Rosberg X Racing               | 10      | 3        |      |                 | 7                | 159  | 1.       |
| 2023   | Ralikrossz-világbajnokság    | Volkswagen Dealerteam BAUHAUS  | 7       | 5        |      |                 | 6                | 141  | 1.       |

### Teljes svéd túraautó-bajnokság eredménysorozata
(Táblázat értelmezése)

(Félkövér: pole-pozícióból indult; dőlt: leggyorsabb kört futott) 

| Év   | Csapat                    | Autó                | 1        | 2        | 3        | 4        | 5        | 6        | 7        | 8        | 9        | 10       | 11       | 12       | 13       | 14       | 15       | 16       | 17       | 18       | Helyezés | Pont |
| ---- | ------------------------- | ------------------- | -------- | -------- | -------- | -------- | -------- | -------- | -------- | -------- | -------- | -------- | -------- | -------- | -------- | -------- | -------- | -------- | -------- | -------- | -------- | ---- |
| 2009 | Kristoffersson Motorsport | Audi A4             | MAN 1 10 | MAN 2 12 | KAR 1 12 | KAR 2 13 | GÖT 1 Ki | GÖT 2 Ni | KNU 1 14 | KNU 2 15 | FAL 1 10 | FAL 2 10 | KAR 1 11 | KAR 2 11 | VAL 1 Ki | VAL 2 16 | KNU 1 Ki | KNU 2 10 | MAN 1 12 | MAN 2 10 | 18.      | 0    |
| 2010 | Team Biogas.se            | Volkswagen Scirocco | JYL 1    | JYL 2    | KNU 1    | KNU 2    | KAR 1    | KAR 2    | GÖT 1    | GÖT 2    | FAL 1    | FAL 2    | KAR 1    | KAR 2    | JYL 1 15 | JYL 2 15 | KNU 1 10 | KNU 2 13 | MAN 1 15 | MAN 2 11 | 15.      | 3    |

### Teljes skandináv túraautó-bajnokság eredménysorozata
(Táblázat értelmezése)

(Félkövér: pole-pozícióból indult; dőlt: leggyorsabb kört futott) 

| Év   | Csapat                        | Autó                    | 1       | 2       | 3       | 4        | 5       | 6        | 7       | 8       | 9         | 10        | 11      | 12      | 13       | 14       | 15       | 16      | 17      | 18      | 19    | 20    | 21    | Helyezés | Pont |
| ---- | ----------------------------- | ----------------------- | ------- | ------- | ------- | -------- | ------- | -------- | ------- | ------- | --------- | --------- | ------- | ------- | -------- | -------- | -------- | ------- | ------- | ------- | ----- | ----- | ----- | -------- | ---- |
| 2011 | Biogas.se                     | Volkswagen Scirocco     | JYL 1   | JYL 2   | KNU 1   | KNU 2    | MAN 1   | MAN 2    | GÖT 1   | GÖT 2   | FAL 1 Ki  | FAL 2 Ki  | KAR 1 4 | KAR 2 7 | JYL 1 4  | JYL 2 4  | KNU 1 5  | KNU 2 3 | MAN 1 3 | MAN 2 9 |       |       |       | 10th     | 84   |
| 2012 | Volkswagen Team Biogas        | Volkswagen Scirocco     | MAN 1   | MAN 2 1 | KNU 1 2 | KNU 2 3  | STU 1 6 | STU 2    | MAN 1   | MAN 2 4 | ÖST 1 2   | ÖST 2 6   | JYL 1 3 | JYL 2 3 | KNU 1 4  | KNU 2 Ki | SOL 1    | SOL 2 1 |         |         |       |       |       | 1.       | 264  |
| 2016 | PWR Racing - SEAT Dealer Team | SEAT León STCC          | SKÖ 1 4 | SKÖ 2 5 | MAN 1 3 | MAN 2 Ki | AND 1   | AND 2 3  | FAL 1 2 | FAL 2 5 | KAR 1 Kiz | KAR 2 Kiz | SOL 1   | SOL 2   | KNU 1    | KNU 2 6  |          |         |         |         |       |       |       | 3.       | 243  |
| 2017 | Volkswagen Dealer Team Sweden | Volkswagen Golf GTI TCR | KNU 1   | KNU 2   | KNU 3   | ALA 1    | ALA 2 1 | ALA 3 1  | SOL 1   | SOL 2 1 | SOL 3 2   | FAL 1 2   | FAL 2 4 | FAL 3 1 | KAR 1 Ki | KAR 2 Ni | KAR 3 Ni | AND 1   | AND 2   | AND 3   | MAN 1 | MAN 2 | MAN 3 | 4.       | 217  |
| 2018 | Kristoffersson Motorsport     | Volkswagen Golf GTI TCR | KNU 1 4 | KNU 2 3 | AND 1 5 | AND 2 5  | FAL 1 2 | FAL 2 16 | KAR 1 3 | KAR 2 3 | RUD 1     | RUD 2 1   | MAN 1   | MAN 2 5 |          |          |          |         |         |         |       |       |       | 1.       | 195  |

### Teljes Supercars Series eredménysorozata
(Táblázat értelmezése)

(Félkövér: pole-pozícióból indult; dőlt: leggyorsabb kört futott) 

| Év   | Csapat         | Autó               | 1        | 2        | 3     | 4       | 5       | 6     | 7       | 8       | 9       | 10        | 11      | 12       | 13    | 14      | 15      | 16       | Helyezés | Pont |
| ---- | -------------- | ------------------ | -------- | -------- | ----- | ------- | ------- | ----- | ------- | ------- | ------- | --------- | ------- | -------- | ----- | ------- | ------- | -------- | -------- | ---- |
| 2012 | Audi Sport KMS | Audi RS5           | MNZ 1 5  | MNZ 2 Ki | IMO 1 | IMO 2 1 | DON 1 2 | DON 2 | MUG 1 4 | MUG 2 7 | HUN 1 5 | HUN 2 Ret | SPA 1 2 | SPA 2 Ki | VAL 1 | VAL 2 1 | PER 1 5 | PER 2 Ki | 1.       | 185  |
| 2013 | Petri Corse    | Porsche Panamera S | MNZ 1 Ni | MNZ 2 Ni | BRN 1 | BRN 2   | SVK 1   | SVK 2 | ZOL 1   | ZOL 2   | ALG 1   | ALG 2     | DON 1   | DON 2    | IMO 1 | IMO 2   | VAL 1   | VAL 2    | Hn       | 0    |

### Teljes Ralikrossz Európa-bajnokság eredménysorozata
| Év   | Csapat                     | Autó                | 1   | 2     | 3       | 4     | 5     | 6      | 7   | 8   | 9   | Helyezés | Pont |
| ---- | -------------------------- | ------------------- | --- | ----- | ------- | ----- | ----- | ------ | --- | --- | --- | -------- | ---- |
| 2013 | Volkswagen Dealer Team KMS | Volkswagen Scirocco | GBR | POR   | HUN     | FIN   | NOR   | SWE 10 | FRA | AUT | GER | 28.      | 11   |
| 2014 | Volkswagen Dealer Team KMS | Volkswagen Polo     | GBR | NOR   | BEL Kiz | GER 3 | ITA 1 |        |     |     |     | 8.       | 30   |
| 2022 | Kristoffersson Motorsport  | Volkswagen Polo     | HUN | SWE 4 | NOR     | LAT   | PRT   | BEL    | GER |     |     | 16.      | 12   |

### Teljes Ralikrossz-világbajnokság eredménysorozata
| Év   | Csapat                        | Autó                 | 1     | 2     | 3     | 4      | 5      | 6       | 7      | 8      | 9     | 10    | 11    | 12    | 13     | Helyezés | Pont |
| ---- | ----------------------------- | -------------------- | ----- | ----- | ----- | ------ | ------ | ------- | ------ | ------ | ----- | ----- | ----- | ----- | ------ | -------- | ---- |
| 2014 | Volkswagen Dealer Team KMS    | Volkswagen Polo      | POR   | GBR   | NOR   | FIN    | SWE 20 | BEL Kiz | CAN    | FRA    | GER 8 | ITA 5 | TUR   | ARG   |        | 15.      | 33   |
| 2015 | Volkswagen Team Sweden        | Volkswagen Polo      | POR 1 | HOC 8 | BEL 7 | GBR 3  | GER 4  | SWE 7   | CAN 11 | NOR 10 | FRA 4 | BAR 2 | TUR 3 | ITA 2 | ARG 13 | 3.       | 234  |
| 2016 | Volkswagen RX Sweden          | Volkswagen Polo      | POR 6 | HOC 7 | BEL 6 | GBR 12 | NOR 7  | SWE 5   | CAN 3  | FRA 1  | BAR 6 | LAT 5 | GER 6 | ARG 2 |        | 2.       | 240  |
| 2017 | PSRX Volkswagen Sweden        | Volkswagen Polo GTI  | BAR 6 | POR 3 | HOC 2 | BEL 1  | GBR 2  | NOR 1   | SWE 1  | CAN 1  | FRA 1 | LAT 1 | GER 7 | RSA 1 |        | 1.       | 316  |
| 2018 | PSRX Volkswagen Sweden        | Volkswagen Polo R    | BAR 1 | POR 1 | BEL 5 | GBR 1  | NOR 1  | SWE 1   | CAN 1  | FRA 1  | LAT 1 | USA 1 | GER 1 | RSA 1 |        | 1.       | 341  |
| 2020 | Volkswagen Dealerteam BAUHAUS | Volkswagen Polo GTI  | SWE 1 | SWE 3 | FIN 1 | FIN 4  | LAT 1  | LAT 2   | ESP 2  | ESP 1  |       |       |       |       |        | 1.       | 219  |
| 2021 | KYB EKS JC                    | Audi S1              | ESP 3 | SWE 7 | FRA 7 | LAT 5  | LAT 1  | BEL 1   | POR 6  | GER 1  | GER 3 |       |       |       |        | 1.       | 217  |
| 2022 | Kristoffersson Motorsport     | Volkswagen Polo RX1e | NOR 1 | LAT 1 | LAT 1 | POR 1  | POR 5  | BEL 1   | BEL 1  | ESP 4  | ESP 1 | GER 1 |       |       |        | 1.       | 183  |
| 2023 | Volkswagen Dealerteam BAUHAUS | Volkswagen Polo RX1e | POR 1 | NOR 1 | SWE 1 | GBR T  | BEL T  | GER T   | RSA 1  | RSA 3  | CHN 6 | CHN 1 |       |       |        | 1.       | 141  |

### Teljes rali-világbajnokág eredménysorozata
| Év   | Csapat                        | Autó                   | 1   | 2      | 3   | 4   | 5   | 6   | 7   | 8   | 9      | 10  | 11  | 12  | 13  | 14    | Helyezés | Pont |
| ---- | ----------------------------- | ---------------------- | --- | ------ | --- | --- | --- | --- | --- | --- | ------ | --- | --- | --- | --- | ----- | -------- | ---- |
| 2016 | Johan Kristoffersson          | Škoda Fabia S2000      | MON | SWE 21 | MEX | ARG | POR | ITA | POL | FIN | GER    | CHN | FRA | ESP | GBR | AUS   | Hn       | 0    |
| 2018 | Johan Kristoffersson          | Škoda Fabia R5         | MON | SWE 17 | MEX | FRA | ARG | ITA | FIN | GER | TUR    | GBR | ESP | AUS |     |       | Hn       | 0    |
| 2019 | Volkswagen Dealerteam Bauhaus | Volkswagen Polo GTI R5 | MON | SWE 13 | MEX | FRA | ARG | CHI | POR | ITA | FIN 12 | GER | TUR | GBR | ESP | AUS T | Hn       | 0    |
| 2020 | Kristoffersson Motorsport     | Volkswagen Polo GTI R5 | MON | SWE 14 | MEX | EST | TUR | ITA | MNZ |     |        |     |     |     |     |       | Hn       | 0    |
| 2021 | Kristoffersson Motorsport     | Volkswagen Polo GTI R5 | MON | ARC 27 | CRO | POR | ITA | KEN | EST | BEL | GRE    | FIN | ESP | JPN |     |       | Hn       | 0    |

### Teljes WTCR-es eredménysorozata
| Ki | 17 | 17 | 8 | Ki | 22 | 20 | 15 | 18 | 4 | 3 | 7 | 10 | 1 | Ki | 7 | 14 | 11 | 85 | 12 | 10 | 5 | 7 | 1 | 11 | 5 | 45 | 8 | 3 | 1 |

### Teljes Extreme E eredménysorozata
| Év   | Csapat           | Autó             | 1       | 2       | 3       | 4       | 5       | 6        | 7        | 8       | 9       | 10      | Helyezés | Pont |
| ---- | ---------------- | ---------------- | ------- | ------- | ------- | ------- | ------- | -------- | -------- | ------- | ------- | ------- | -------- | ---- |
| 2021 | Rosberg X Racing | Spark ODYSSEY 21 | DES Q 3 | DES R 1 | OCE Q 2 | OCE R 1 | ARC Q 3 | ARC R 5  | ISL Q 2  | ISL R 1 | JUR Q 2 | JUR R 4 | 1.       | 133  |
| 2022 | Rosberg X Racing | Spark ODYSSEY 21 | DES 1   | ISL1 5  | ISL2 1  | COP 6   | ENE 10  |          |          |         |         |         | 2.       | 68   |
| 2023 | Rosberg X Racing | Spark ODYSSEY 21 | DES 1 3 | DES 2 3 | HYD 1 5 | HYD 2 5 | ISL1 1  | ISL1 2 1 | ISL2 1 4 | ISL2 2  | COP 1   | COP 2   | 1.       | 159  |